# Moravští bratři

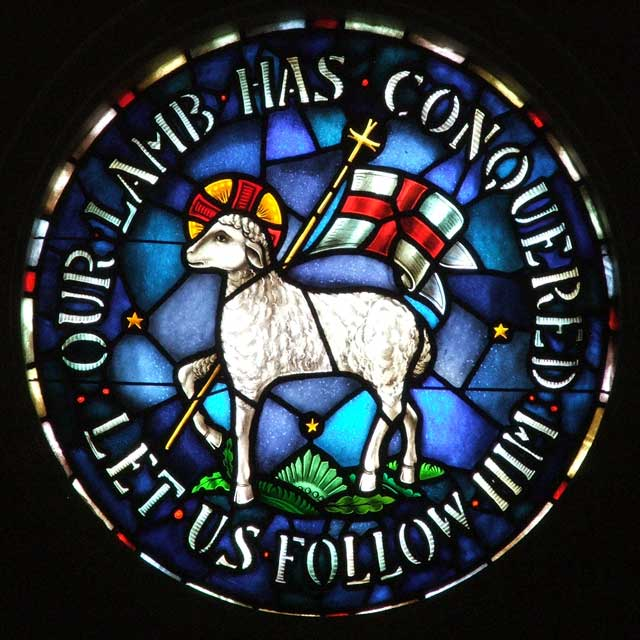
Okenní vitráž znázorňující Beránka Božího v kapli Nejsvětější Trojice Moravské církve, Winston-Salem, USA, Severní Karolína

Moravští bratři či Moravská církev (německy Herrnhuter Brüdergemeine, latinsky Unitas Fratrum, anglicky Moravian Brethren či Moravian Church, španělsky Iglesia Morava) je evangelická církev, která vznikla v průběhu třetího desetiletí 18. století v hornolužickém Herrnhutu v důsledku pietisticky orientovaných reforem hraběte Mikuláše Ludvíka Zinzendorfa a příchodu tajných nekatolíků ze severu Moravy, kteří hledali nové útočiště, kde by mohli svobodně vyznávat svoji víru. Kvůli svým ideovým kořenům, k nimž se hlásila již první generace moravských bratří, bývají moravané nazýváni také jako Obnovená jednota bratrská, případně jinými odvozenými názvy (německy Evangelische Brüder-Unität). V důsledku intenzivní misijní činnosti, kterou Moravská církev provozuje od svých počátků, se rozšířila téměř na všechny kontinenty a působí v desítkách zemí světa. V České republice je Moravská církev zastoupena dvěma subjekty: státem registrovanou církví Jednotou bratrskou, která zde tvoří její samostatnou provincii, a Ochranovským seniorátem Českobratrské církve evangelické, jehož sbory tvoří Českou misijní provincii světové Unitas Fratrum.

## Historie

### Kořeny – historická jednota bratrská (čeští bratři)
Moravští bratři považují za svého předchůdce historickou jednotu bratrskou, která je svébytným plodem české reformace. Po upálení mistra Jana Husa na Kostnickém koncilu v roce 1415 se v českých zemích rozvinulo husitské hnutí. To nejprve usilovalo o pronikavou církevní reformu, ale ve svém důsledku vedlo k vytvoření národní utrakvistické církve, která sama sebe považovala za součást obecné křesťanské církve. Jednu ze složek husitského hnutí představovali teologicky radikální táboři, jejichž vliv byl hlavním proudem husitů postupně potlačen, ale jejich reformní ideje podněcovaly po ukončení husitských válek a následující konsolidaci náboženských poměrů další jednotlivce i skupiny, nespokojené se stavem církve a společnosti. 
Jedním z těchto reformátorů byl navýsost originální laický kazatel a teolog Petr Chelčický, který zcela odmítl možnost, že by k nápravě církve mohlo dojít násilným způsobem, a vyhranil se tedy i vůči samotnému husitství, reprezentovanému Jakoubkem ze Stříbra, jenž hájil tezi, že člověk smí Boží slovo bránit i mečem. Přestože identita Petra Chelčického i jeho základní životní data zůstávají stále zahalena tajemstvím, je jisté, že v době husitských válek žil v ústraní v jižních Čechách a své názory formuloval v mnoha traktátech a pojednáních, sepsaných nikoliv v tradiční latině, která by odpovídala žánru, ale ve staročeštině. Chelčický, který byl ovlivněn spisy Jana Viklefa (1330–1384), rozvinul radikálně pacifistickou vizi křesťanství, v níž usiloval o návrat k prvotní církvi, postuloval rovnost všech křesťanů, vyzýval k dobrovolné chudobě, odmítal mnišství, stavěl se proti jakékoliv účasti ve válce a odmítal přísahu. Kritizoval také tehdejší stavovskou společnost a učení o trojím lidu, základní princip středověké společnosti.
Vedle Petra Chelčického a jeho stoupenců se v polovině 15. století objevila jiná skupina reformně naladěných křesťanů, mezi nimiž požíval největší autoritu Řehoř Krajčí. Jeho dobré kontakty s některými představiteli utrakvismu, zejména Janem Rokycanou, mu zajistily počáteční náklonnost krále Jiřího z Poděbrad, který těmto "bratřím a sestrám zákona Kristova", jak si sami v počátcích svého společenství říkali, povolil usadit se na svém litickém panství, ve vsi Kunvald. I přes následující systematické pronásledování ze strany státní moci počet členů této skupiny rostl a v roce 1467 se bratří odvážili riskantního kroku: ve Lhotce u Rychnova si zvolili své první tři kněží a biskupa a získali tím nezávislost na strukturách utrakvistické církve. To byl vlastní počátek jednoty bratrské, která v prvních desetiletích své existence zcela odmítala jakýkoliv podíl na světské moci (i na úrovni správy lokálních komunit), nepřijímala do svých řad osoby šlechtického stavu, nezřeknou-li se důsledně svého společenského postavení, a byla silně skeptická vůči vyššímu vzdělání, které podle jejích představ odvádí od skutečného poznání Boha. Na konci 15. století však došlo v jednotě bratrské ke střetu mezi tzv. "malou stránkou", která chtěla nadále důsledně hájit tyto konzervativní zásady, a "větší stránkou", jejíž liberálnější přístup se prosadil. V průběhu 16. století se pak z jednoty bratrské stala pod vedením Lukáše Pražského, Jana Augusty, Jana Blahoslava a dalších biskupů početně byť malá, ale respektovaná reformační církev, která vstoupila do plodného dialogu s evropskými souvěrci (bratří korespondovali s Martinem Lutherem, Martinem Bucerem, Janem Kalvínem a jinými autoritami) a významně také obohatila národní kulturu (překlad Bible kralické).
Jednota bratrská postrádala po velkou část své existence v českých zemích jakoukoliv legální ochranu, ujednání Kutnohorského náboženského míru z roku 1485 se na ni nevztahovala. V roce 1575 se vedení jednoty rozhodlo angažovat při přípravě České konfese. Čeští nekatolíci, kteří se tímto způsobem sjednotili a předložili hotovou konfesi císaři Maxmiliánovi II., se potvrzení náboženské svobody v 16. století nedočkali. Teprve císař Rudolf II. vydal roku 1609 po nátlaku stavů majestát, zaručující v Čechách náboženskou svobodu, která se vztahovala i na jednotu bratrskou. Tento příznivý stav však trval jen krátce. Po porážce českého stavovského povstání a následném zahájení rekatolizace museli stoupenci jednoty buď konvertovat, nebo odejít do exilu. Již v průběhu třicetileté války (1618–1648) tedy jednota bratrská v Čechách a na Moravě zanikla. Její exilové sbory však působily dále v okolních zemích, zejména v Polsku (Lešno) a v Horních Uhrách (v dnešních městech Skalica a Púchov). Jejich posledním biskupem byl zároveň nejznámější český bratr, Jan Amos Komenský (1592–1670).

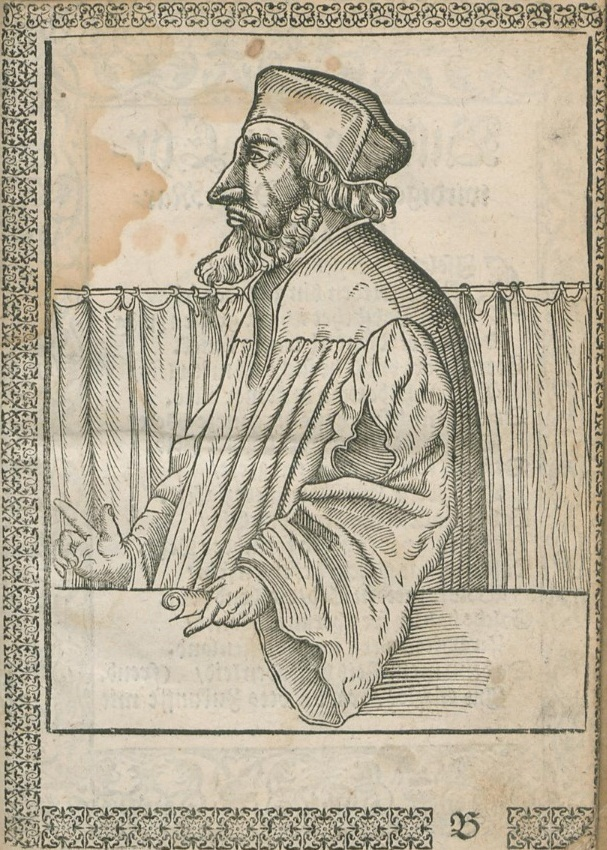
Jan Hus (1369–1415)
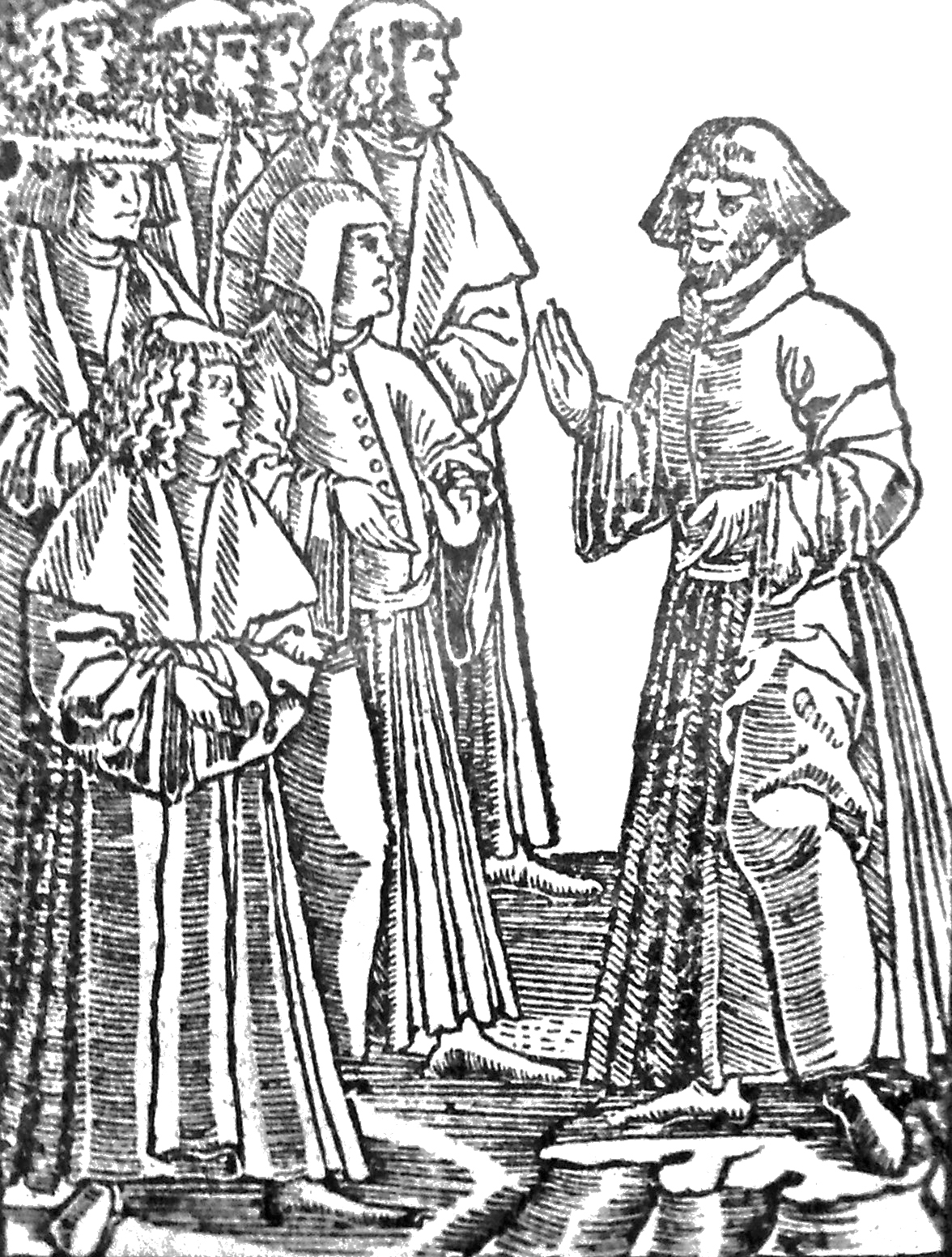
Petr Chelčický (asi 1390–1460)
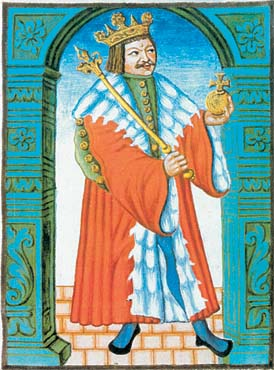
Jiří z Poděbrad (1420–1471)
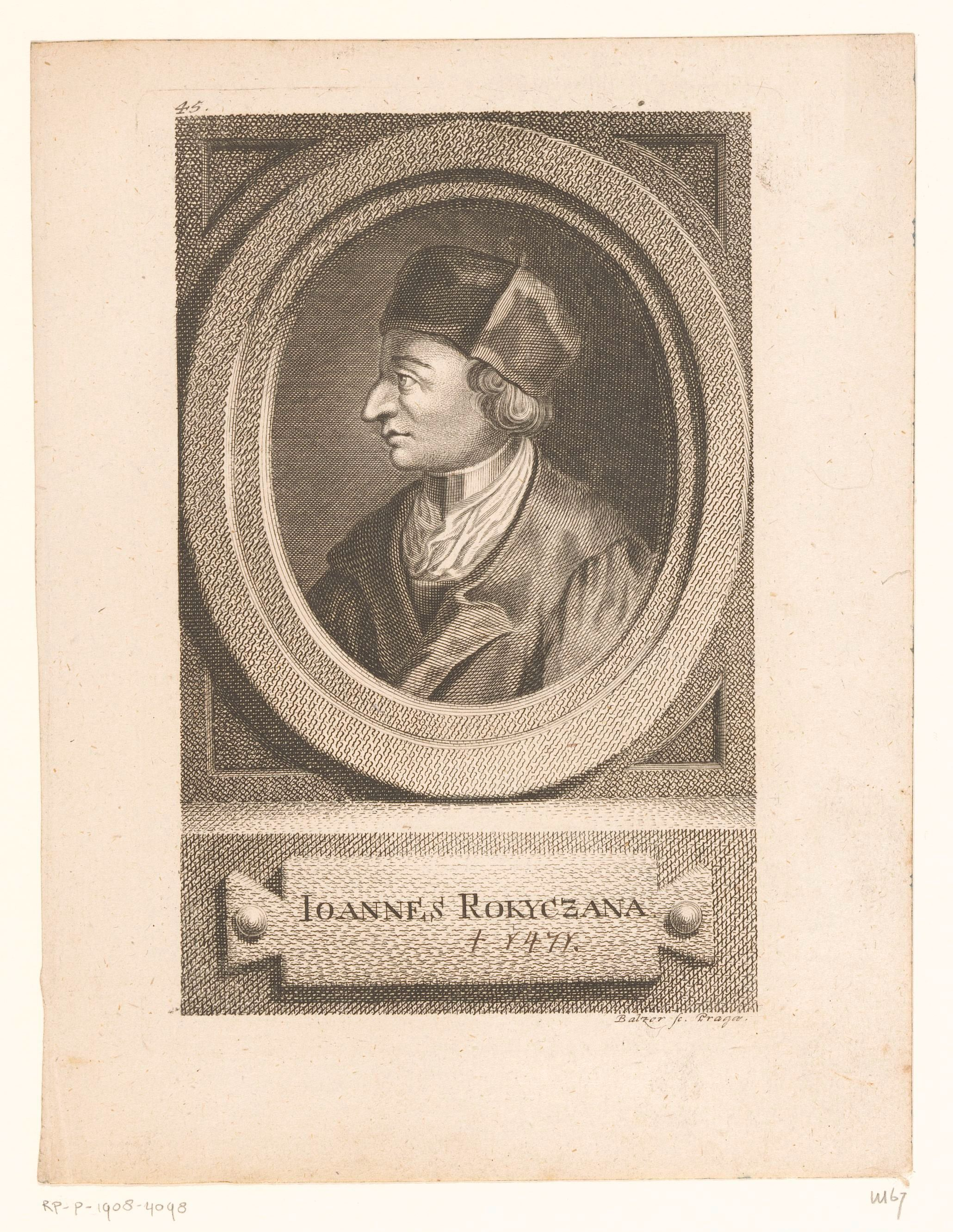
Jan Rokycana (asi 1396–1471)
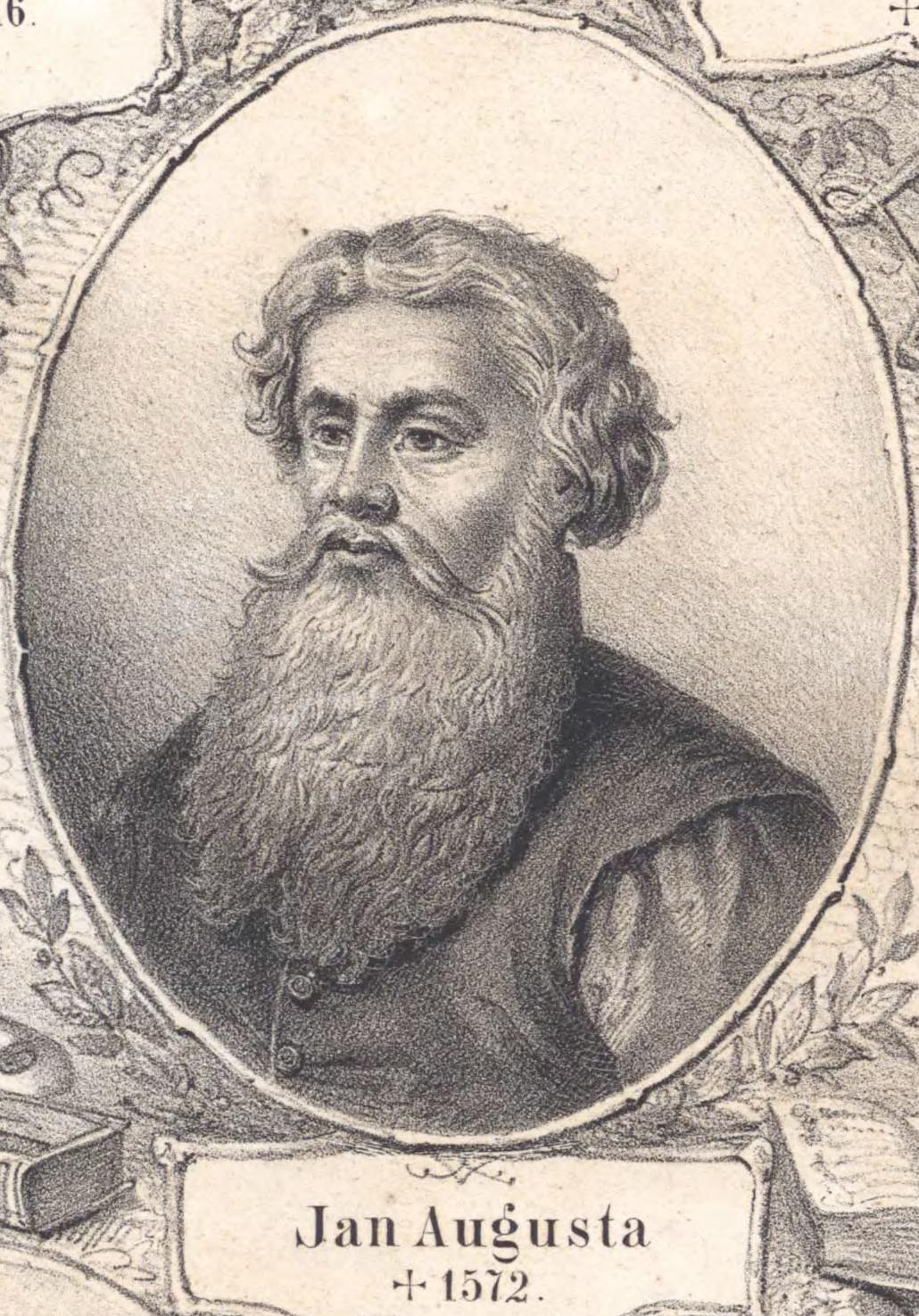
Jan Augusta (1500–1572)
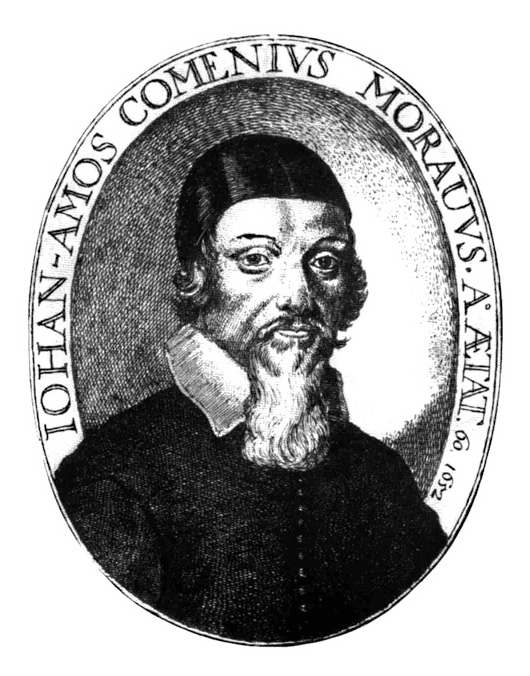
Jan Amos Komenský (1592–1670)

### Mikuláš Ludvík Zinzendorf a příchod tajných nekatolíků z Moravy do Herrnhutu
Vlastní počátky Moravské církve jsou spojeny s postavou hraběte Mikuláše Ludvíka Zinzendorfa, šlechtice, který se sice vzděláním připravoval na státní službu u drážďanského dvora saského kurfiřta Augusta II. Silného, ale svým vnitřním založením byl plně oddán myšlenkám pietismu a v tomto duchu usiloval o reformu církve. V roce 1722 se oženil s Erdmutou Dorotou, hraběnkou Reuß-Ebersdorf a získal od své babičky Henrietty Kateřiny z Gersdorfu část někdejšího rytířského statku Berthelsdorf, kde mezi lety 1722–1724 nechal v barokním slohu přestavět malý zámek. Na toto své malé panství začal již v roce 1722 přijímat uprchlíky pro víru ze severní Moravy, kterým vykázal zalesněné pozemky ve východní části obce ležící pod vyvýšeninou Hutberg. Zde došlo k založení obce (později města) Herrnhutu, pro nějž se později ujal počeštěný alternativní název Ochranov. Nových kolonistů poměrně rychle přibývalo, protože Herrnhut, pro který hrabě vypracoval nový církevní i obecní řád, se stal střediskem hnutí, jež usilovalo o obnovu církevního života v pietistickém duchu. Podstatnou část mezi nově příchozími tvořili právě Moravané, kteří se zároveň výrazně angažovali v životě vznikajícího společenství, jako např. Kristián David a David Nitschmann (biskup). Z tohoto důvodu se Moravané, nejprve prosté označení geografického původu příchozích, přeneseně stalo pojmenováním nového společenství. 

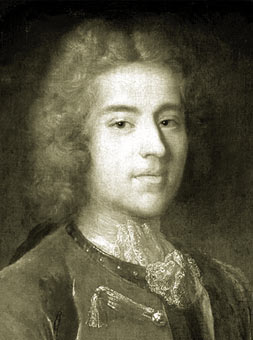
Mladý Mikuláš Ludvík Zinzendorf

 Cesta od pietisticky orientované komunity, působící v rámci luterské církve, k nové denominaci však nebyla přímočará a bez napětí. Zinzendorfovým úmyslem nebylo zakládat novou církev, ale aktivně podporovat ty, kterým šlo o obnovu stávajících církevních struktur. Hrabě sám byl luteránem a na svém statku v Berthelsdorfu vykonával patronátní práva k luterské faře, již spravoval farář Johann Andreas Rothe (1688–1758). Toho Zinzendorf do Berthelsdorfu v roce 1722 sám povolal. Pod Rotheho duchovní správu náleželi i noví usedlí v Herrnhutu a Zinzendorf neviděl důvod na tomto stavu něco měnit. Komunita v Herrnhutu, která se poměrně rychle rozrůstala, byla však od svých počátků poměrně nehomogenním společenstvím. Moravané sice tvořili podstatnou část nových usedlých, ale jejich náboženské postoje, které formovalo tajné nekatolictví, se nedaly zařadit do dobových konfesních schémat. Někteří z nich se pokládali za následovníky historické jednoty bratrské, o níž však měli matné povědomí, protože polské sbory jednoty bratrské nevykonávaly od druhé poloviny 17. století v prostoru Čech a Moravy (kde bylo jiné vyznání než katolické pod přísnými tresty zapovězeno) prakticky žádnou systematickou duchovní správu. Většina tajných nekatolíků žila z četby zakázané náboženské literatury rozličného ražení (jak starých předbělohorských titulů, tak novějších edic vydávaných v protestantských zemích), z příležitostných návštěv evangelických bohoslužeb za hranicemi Moravy a z občasných kontaktů s cestujícími emisary, kteří tyto knihy pašovali do českých zemí. Na tajné nekatolíky ze severu Moravy, odkud do Herrnhutu v první generaci přicházelo nejvíc uprchlíků, měl navíc v první čtvrtině 18. století zásadní vliv luterský pietismus, jehož centrem byl v té době evangelický sbor v Těšíně. Kromě Moravanů se stal Herrnhut útočištěm také řady příchozích z různých částí Německa, kteří do života komunity vnášeli vlastní náboženské představy. V Berthelsdorfu se navíc s Zinzendorfovým povolením usadila v roce 1727 skupina schwenckfeldiánů ze Slezska, tedy stoupenců tzv. radikální reformace, ale v roce 1733 byla saskou vládou vykázána ze země. Většina jejích členů odešla v roce 1734 do Pensylvánie.
Zinzendorf se snažil život komunity v Herrnhutu udržovat v mantinelech luterského pravověří nejen proto, že jeho cílem byla po pietistickém vzoru ecclesiola in ecclesia (doslova církvička uvnitř církve), ale také proto, že luterství bylo v Sasku, k němuž Horní Lužice od roku 1635 na základě pražského míru patřila, státním náboženstvím. Jakékoliv narušení tohoto stavu by vedlo k ohrožení komunity ze strany drážďanských úřadů a v krajním případě i ke konfiskaci Zinzendorfova majetku. Hrabě se sice snažil duchovní život v Herrnhutu ovlivňovat a udržovat nad ním kontrolu, což bylo nejen jeho vrchnostenské právo, ale i povinnost (mezi lety 1725–1727 si dokonce nechal v Herrnhutu vystavět zámek), zároveň však ponechával relativně velký prostor iniciativě herrnhutských osadníků. První léta existence obce byla však naplněna konflikty, které ukončila událost z 12. srpna 1727 (dnes bývá toto datum uváděno jako počátek Moravské církve). V berthelsdorfském kostele v ten den vysluhoval farář Rothe večeři Páně a obřadu se účastnila i skupina herrnhutských. Již během liturgie pocítilo několik přítomných silnou potřebu trvající náboženské napětí překonat a hledat cestu k pokojnému soužití v duchu evangelia. Během následujících dní a týdnů se toto odhodlání podařilo naplnit a komunita se vnitřně upevnila. Konsolidaci společenství podpořil v následujícím roce vznik Hesel jednoty bratrské, která se zároveň stala jedním z důležitých identifikačních znaků Moravské církve. Hrabě Zinzendorf přečetl v herrnhutském sboru 3. května 1728 biblický verš, kterým chtěl zahájit obvyklou liturgickou „Zpěvní hodinu“ (něm. Singstunde). Přítomní se rozhodli, že předem vybraným biblickým veršem budou začínat každý den a pověřili jednu osobu, která s ním měla ráno v Herrnhutu obejít všechny domácnosti. Z praktických důvodů byly tyto verše brzy losovány na celý rok dopředu a od roku 1731 tištěny, aby se mohly používat i v dalších sborech společenství a na misijních cestách. V té době již měla Moravská církev stoupence na několika dalších místech a v roce 1730 nechal Zinzendorf pro její vedení vystavět v Herrnhutu tzv. Vogtshof.

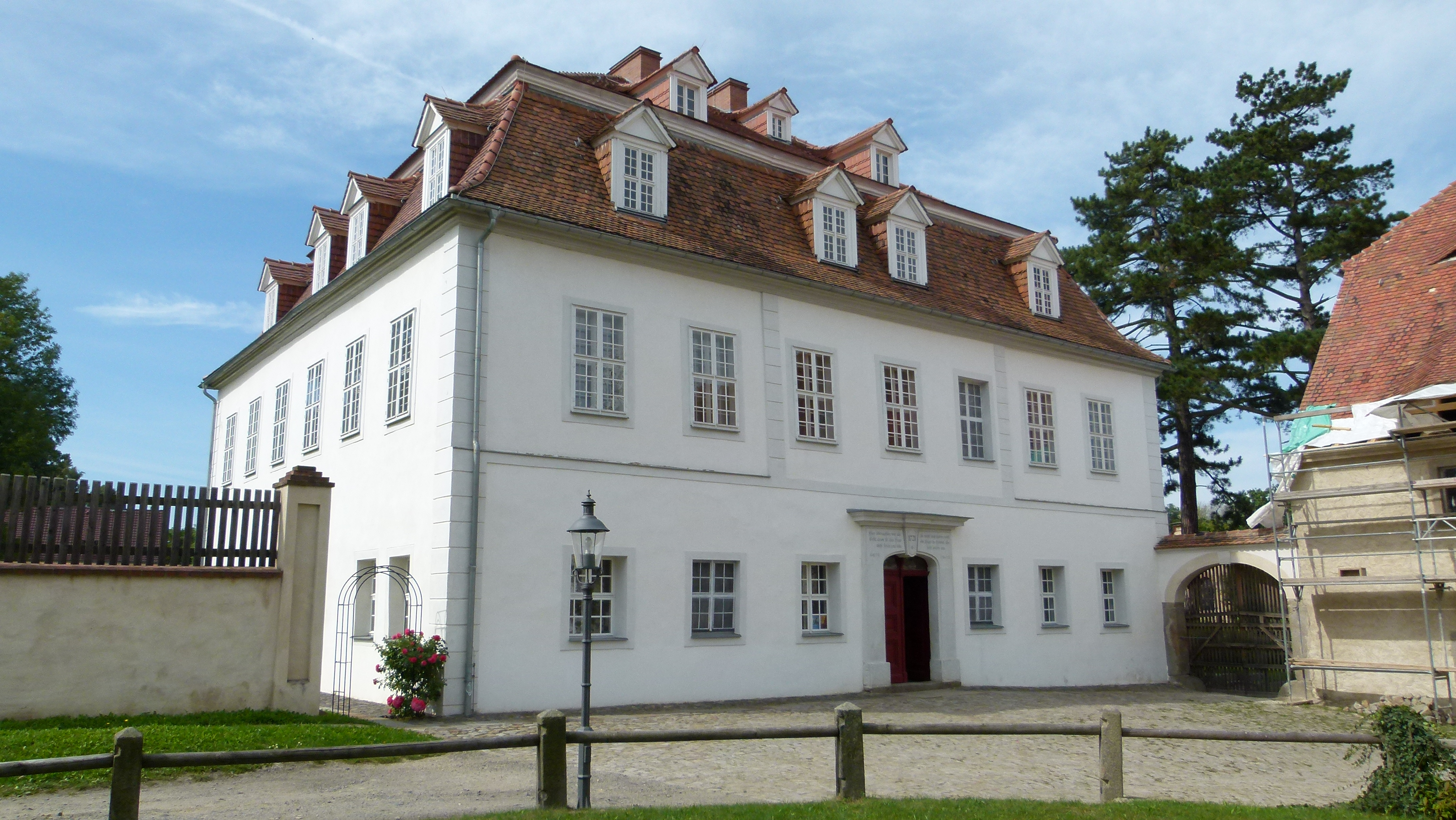
Zinzendorfův zámek v Berthelsdorfu.
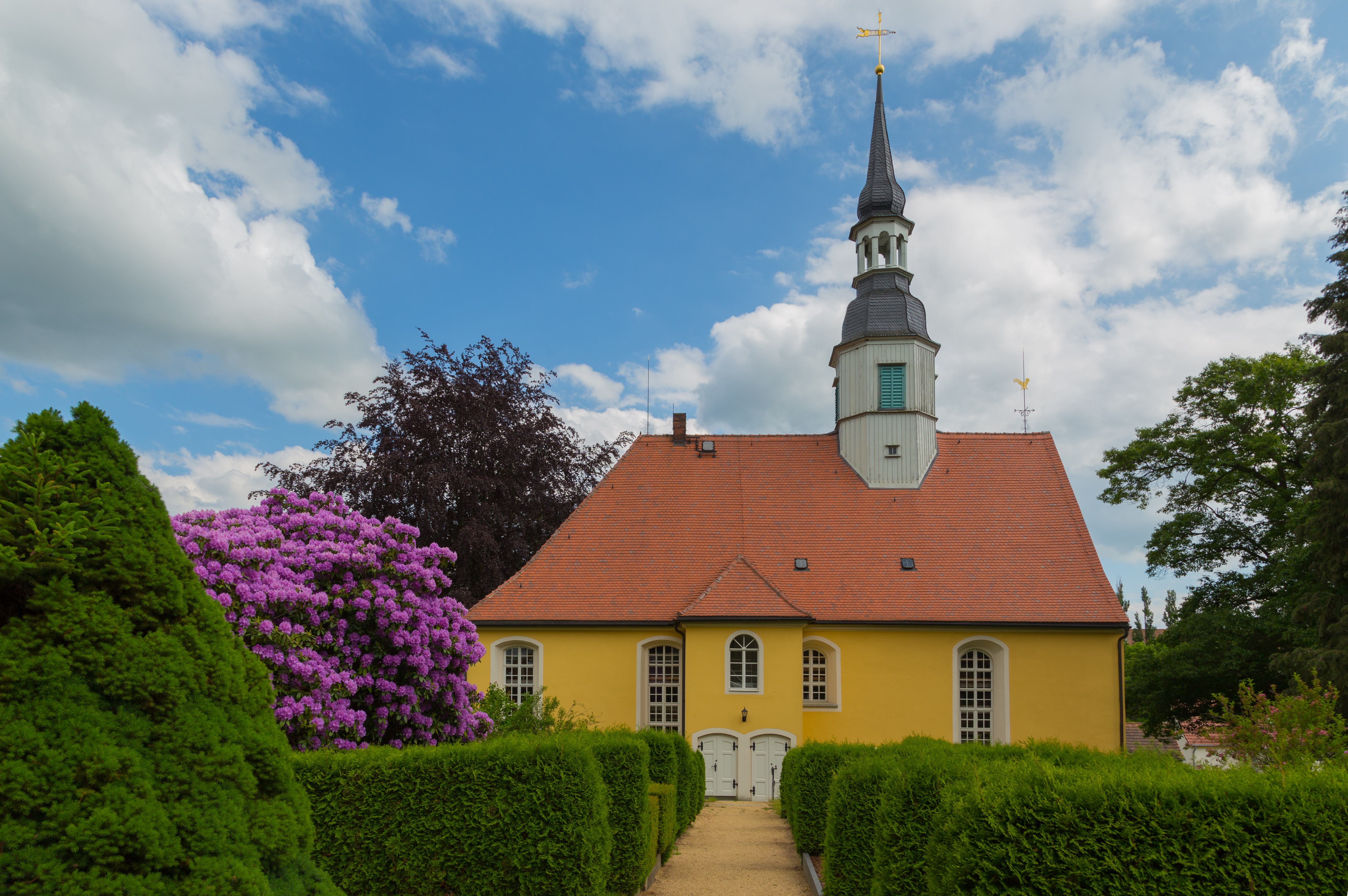
Kostel Evangelické luterské církve v Berthelsdorfu.
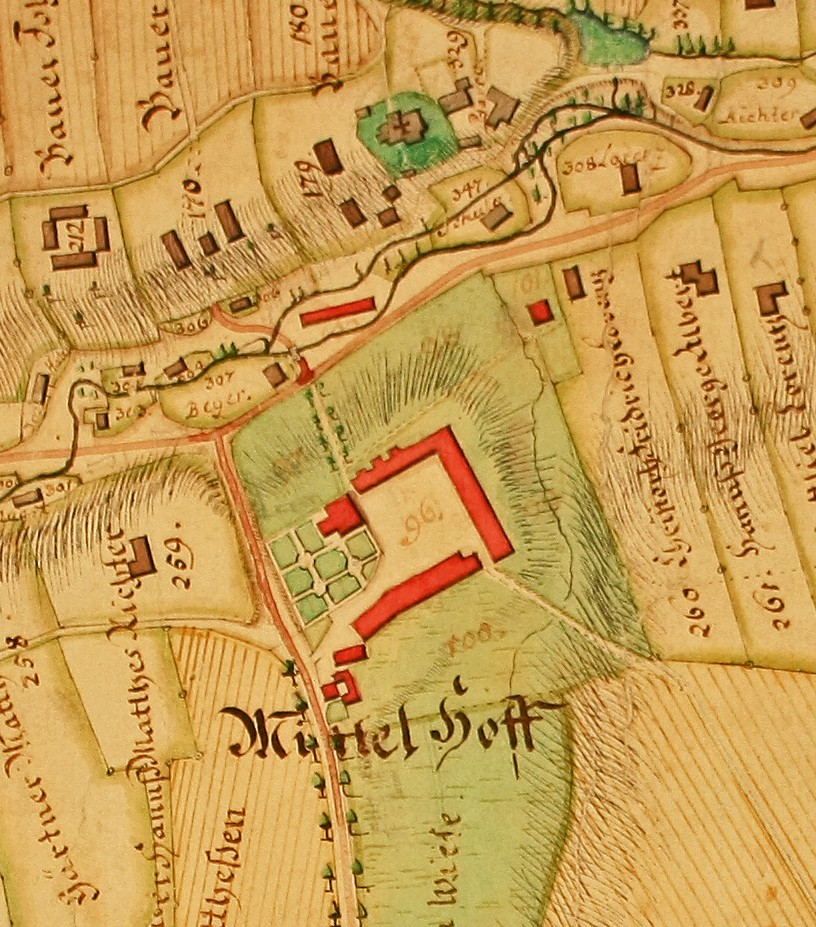
Okolí zámku v Berthelsdorfu na pozemkové mapě z roku 1764.
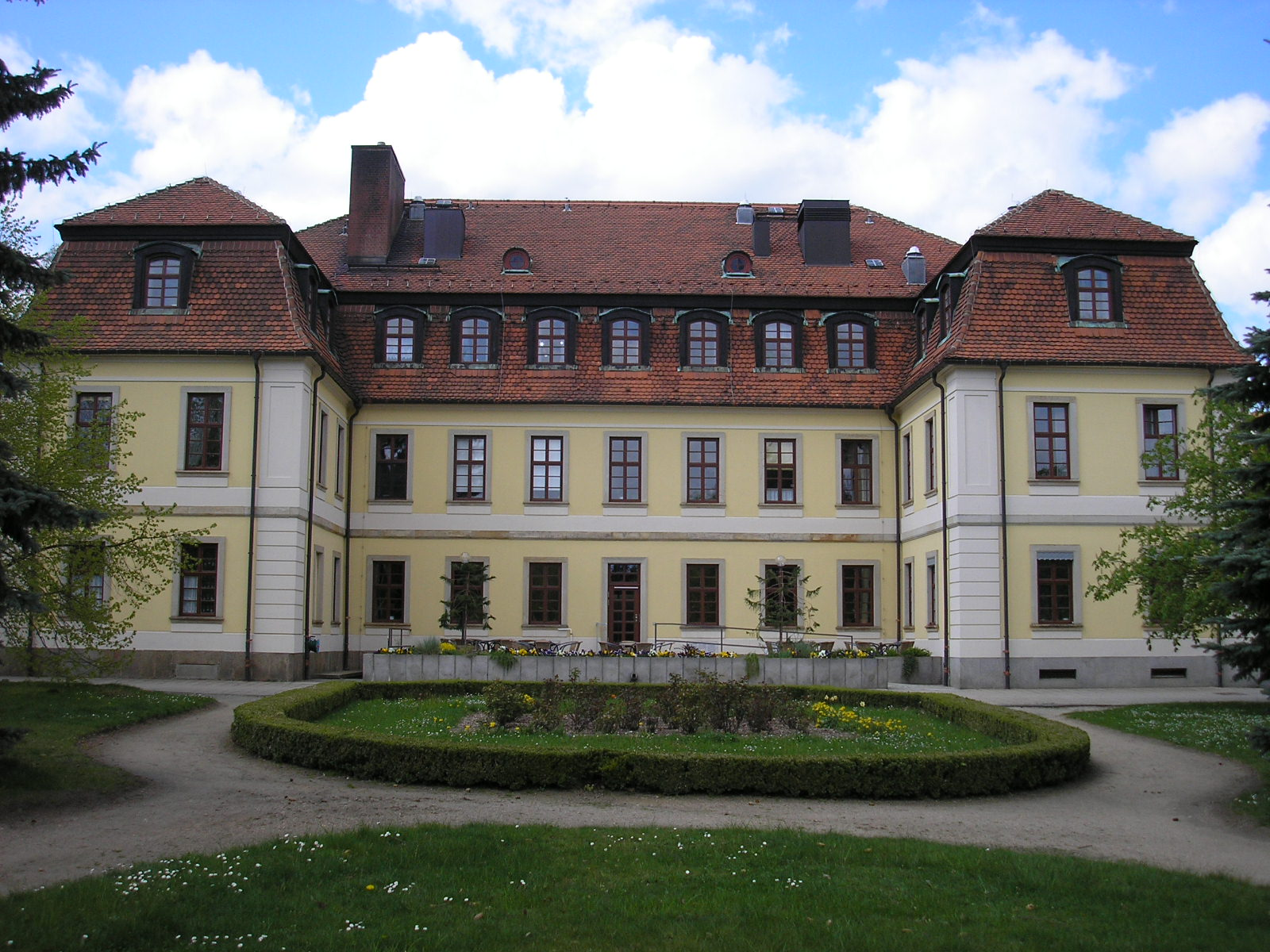
Zinzedorfův panský dům v Herrnhutu, dnes sídlo diakonie Moravské církve.
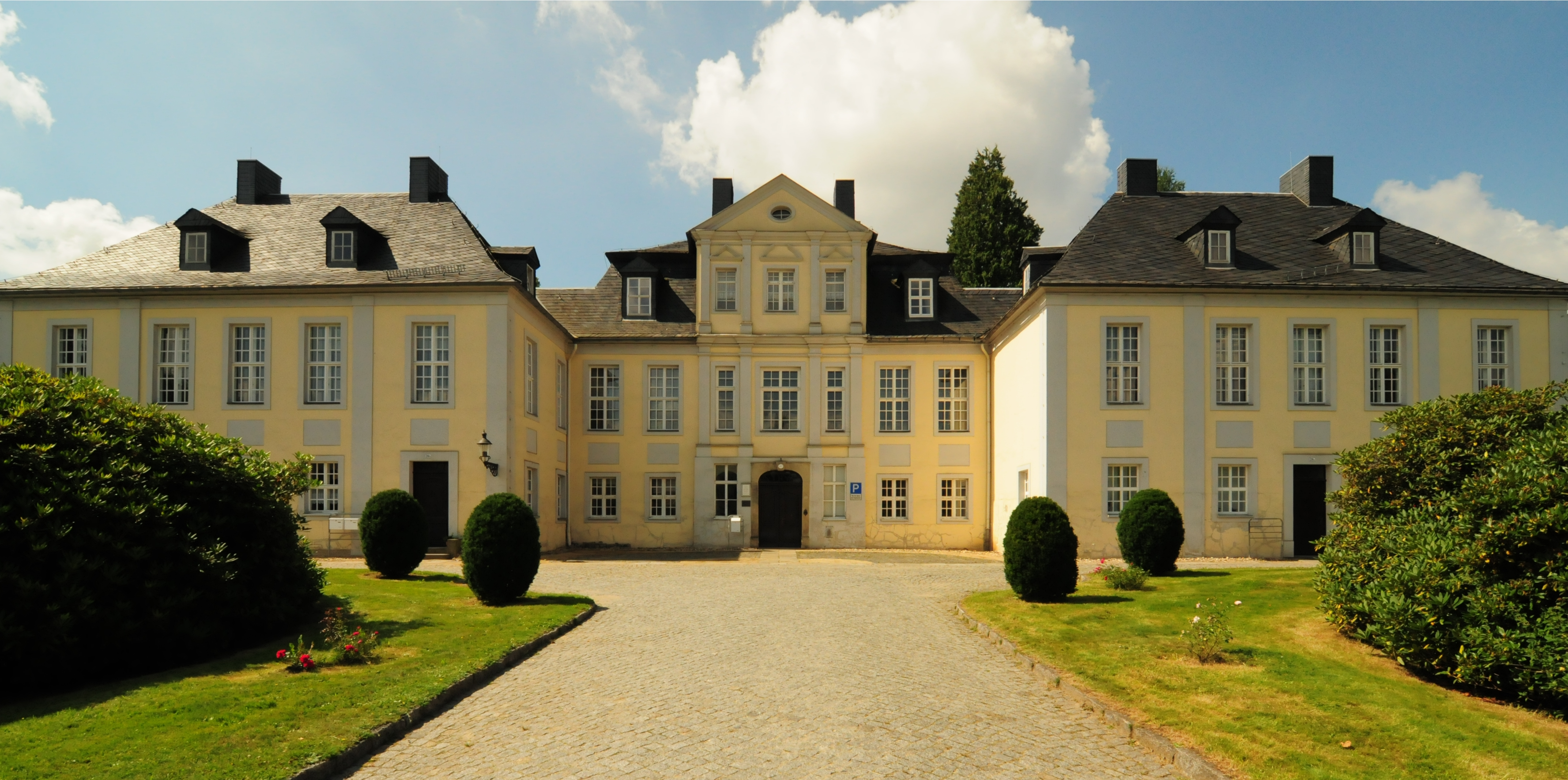
Vogtshof v Herrnhutu, sídlo direkce.
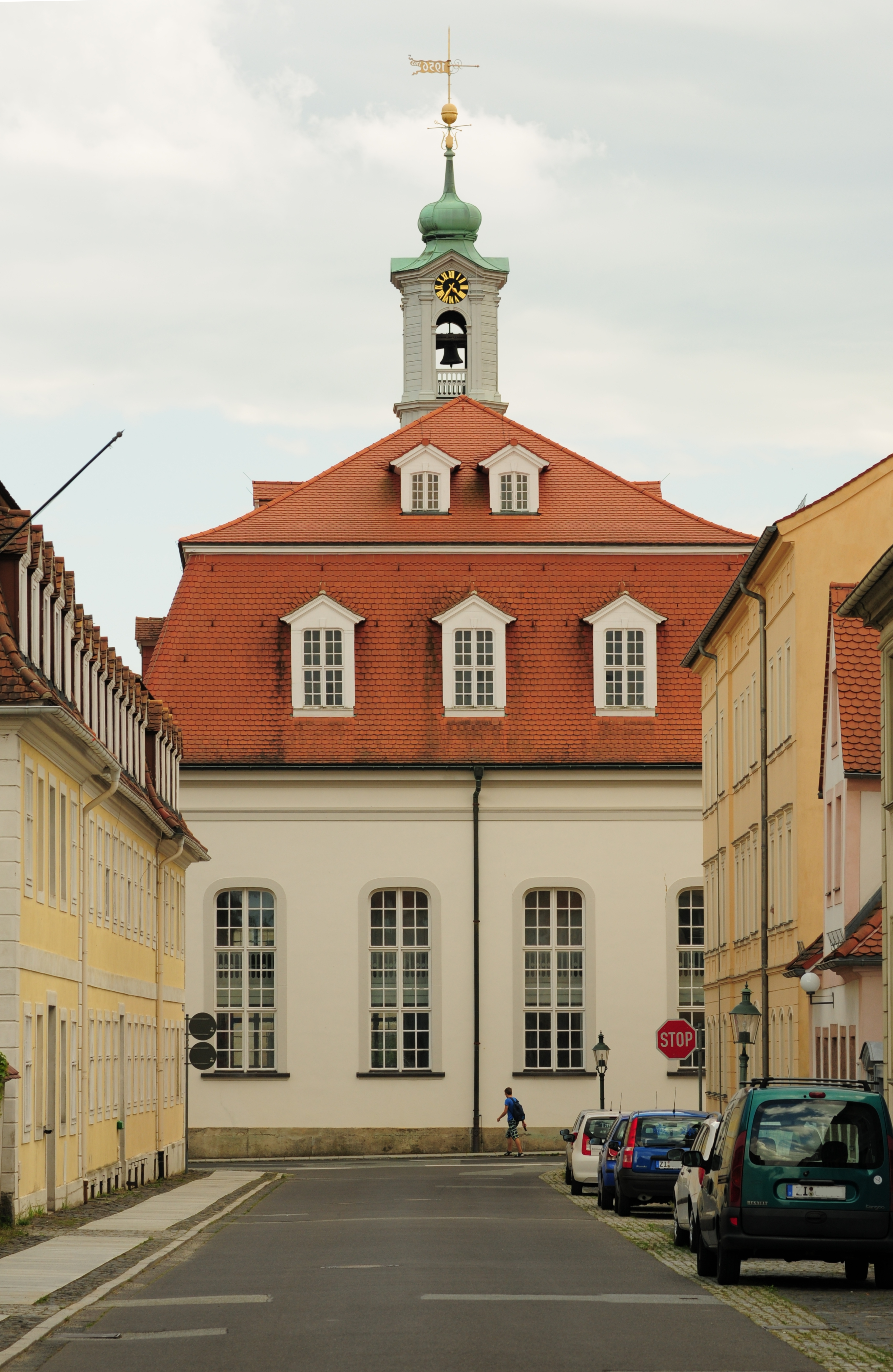
Modlitebna Moravské církve v Herrnhutu.
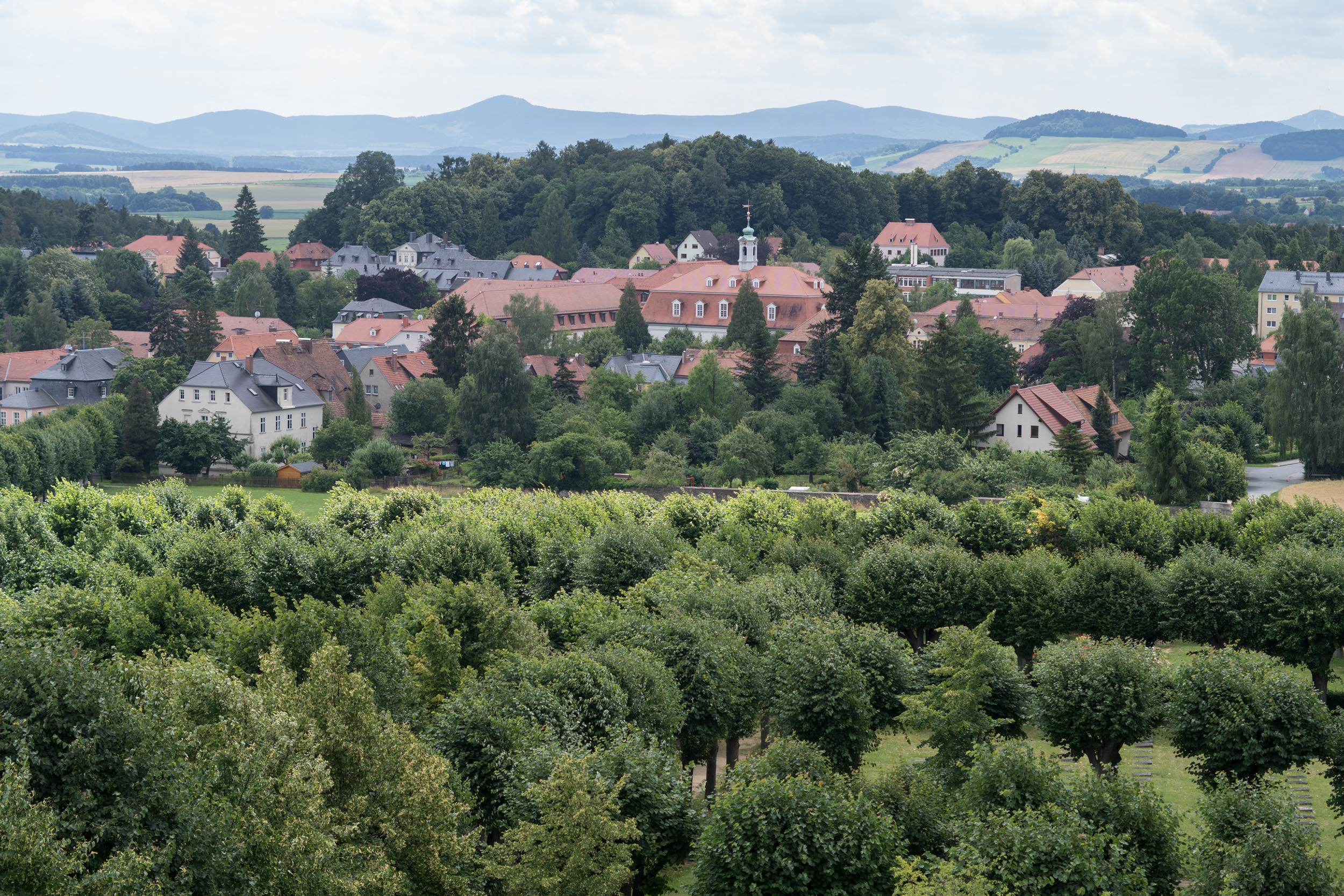
Pohled na Herrnhut z Hutbergu.

### Misijní rozmach a vznik samostatné denominace
Charakteristickým projevem Moravské církve se brzy stalo její misijní působení, které postupně zasáhlo všechny trvale obydlené kontinenty, ačkoliv zdaleka ne na každém místě se práce dařila a vedla k dlouhodobé existenci nových sborů. Zároveň se téměř po celé období Zinzendorfova života nad Moravskou církví z několika důvodů vznášela nejistota. Již v prvních letech ve společenství převládl názor, že je třeba křesťanskou víru vnášet i na území, které ještě nezasáhla, podobně jako to činili hallští pietisté. Zinzendorf proto navázal kontakt se dvorem dánského krále, který tyto snahy podporoval. V letech 1732–1733 byli vypraveni první misionáři na ostrov Sv. Tomáše, který byl kdysi součástí Dánské Západní Indie. Další se brzy vydali do Grónska, kde založili kolonii Noorliit. Růst denominace narušily obtíže, kterým čelila v Sasku. V roce 1736 byl odtud Zinzendorf vykázán, protože u drážďanského dvora a konzistoře sílilo podezření, že moravané představují pro luterskou zemskou církev hrozbu. Zinzendorf, aby se vyhnul případné konfiskaci majetku, převedl panství Berthelsdorf na svoji manželku, s několika osobami Herrnhut opustil a našel dočasné útočiště u hraběte z Ysenburgu-Büdingen na hradě Ronneburg ve Wetterau. Zde založil ještě v roce 1736 sbory Marienborn a Herrnhaag, které se staly na několik let jeho novým domovem. Protože současně vyvstala naléhavá potřeba zajistit ordinace novým duchovním-misionářům, kteří by jinak nemohli na svých misijních cestách řádně vykonávat svátosti, nechal se Zinzendorf v roce 1737 (poté, co tento akt podstoupil již v roce 1735 David Nitschmann) reformovaným kazatelem u dvora braniborského kurfiřta Danielem Arnoštem Jablonským (který byl zároveň biskupem polské jednoty bratrské), ordinovat na biskupa. Tento akt dále posílil sepětí Moravské církve s historickou jednotou bratrskou, o jejíž existenci Zinzendorf věděl již ze spisů Jana Amose Komenského, které byly na počátku 18. století tištěny v Halle.
Moravská církev ještě ve 30. letech 18. století vyslala své misionáře i do Surinamu, do britských kolonií v Severní Americe, kde vzniklo její středisko v pensylvánském Bethlehemu, a do Jižní Afriky (v roce 1738 zde založili misijní stanici Genadendal). Skupiny stoupenců Moravských bratří a jejich sbory vznikaly i na různých místech Střední Evropy, nejen v blízkosti Herrnhutu (v roce 1742 Niesky u Zhořelce a v roce 1751 v Kleinwelce u Budyšína), ale také ve Slezsku (v roce 1743 v Gnadenfrei a postupně řada dalších velkých sborů), kterého se v První slezské válce zmocnilo Prusko, v Neudietendorfu u durynské Gothy (1743) a v Neuwiedu v Porýnské Falci (1750). Misijní cesty podnikal i sám Zinzendorf: do Livonska a Kuronska ovládaných tehdy Ruskem, Severní Ameriky a na Západoindické ostrovy. Navštěvoval i stoupence a podporovatele Moravské církve ve Švýcarsku, Skandinávii, v Anglii a v Nizozemí. Ve dvou posledních zemích vznikly rovněž významné sbory moravanů.
Ve 40. letech 18. století procházela Moravská církev hlubokou krizí, která byla dvojího charakteru. Vystupňovaný důraz na osobní zbožnost podporovaný intenzivním komunitním životem dovedl společenství v Herrnhaagu, které Zinzendorf na delší čas kvůli svým zahraničním cestám opustil, až k blouzniveckým excesům, podobným některým vnějším projevům exaltované zbožnosti letničních a charismatických hnutí. V historiografii Moravské církve je tato epizoda eufemicky nazývána „obdobím tříbení“, avšak představovala vážný problém, protože dění v Herrnhaagu okamžitě využili ke kritice Moravské církve oponenti, kteří již dříve veřejně prezentovali obavy, že hnutí Moravských bratří vyvolá rozkol v luterské církvi. Situace byla o to prekérnější, že ústřední postavou dění v Herrnhaagu byl Zinzendorfův syn Christian Renatus, jemuž hrabě svěřil po dobu své nepřítomnosti vedení komunity. Christianu Renatovi se dění v Herrnhaagu vymklo z rukou a na blouznivectví se sám aktivně podílel. Když byla situace neúnosná a hnutí Moravských bratří začalo ztrácet kredit i u sympatizujících luteránů, Zinzendorf zakročil a komunitu v Herrnhaagu raději rozpustil. Současně s tím kulminovala vleklá finanční krize společenství a jeho hospodaření se ocitlo na hraně kolapsu. Zinzendorf doposud financoval většinu aktivit ze svého a příliš se neohlížel na to, zda velkoryse plánované projekty odpovídají i jeho finančním možnostem. Značná část prostředků byla získávána úvěrem od movitých podporovatelů Moravské církve a známých hraběte, avšak Zinzendorf ve svém zápalu pro práci nevěnoval příliš pozornosti tomu, jak tyto půjčky splácet. Hrozící bankrot byl sice odvrácen, ale Moravané se museli vzdát některých nemovitostí a pozemků, zakoupených pro rozvoj misijních aktivit. Jedním z důležitých kroků k překonání krize bylo důsledné oddělení financování církve a správy vlastního Zinzendorfova majetku. Současně došlo i k postupnému zlepšení vztahu s luterány. V roce 1749 Moravská církev oficiálně uznala Augsburskou konfesi za svůj základní věroučný text a Zinzendorfovi bylo umožněno navrátit se do Saska. Hrabě, který církev do té doby spravoval téměř autokraticky, předal v roce 1755 velkou část svých kompetencí tzv. direkci (ředitelství). K reformě tohoto kolektivního vedení došlo dále po Zinzendorfově smrti na synodech, které zasedaly v letech 1764, 1769 a 1775. Církev současně odkoupila od Zinzendorfovy rodiny statky Herrnhut a Berthelsdorf, které dále sloužily jako hlavní základna Moravanů. Vedoucí role ve společenství připadla po Zinzendorfově smrti Augustu Gottliebovi Spangenbergovi, jenž je považován za druhého zakladatele Moravské církve. Již od roku 1735 (od roku 1744 jako biskup) působil na misijních dílech v Severní Americe a v roce 1762 byl povolán jako člen vedoucího grémia zpět do Herrnhutu. Je autorem systematického pojednání o teologii Moravské církve: Idea Fidei Fratrum (1779); v roce 1788 byl spis vytištěn v Berlíně česky.

## Působení

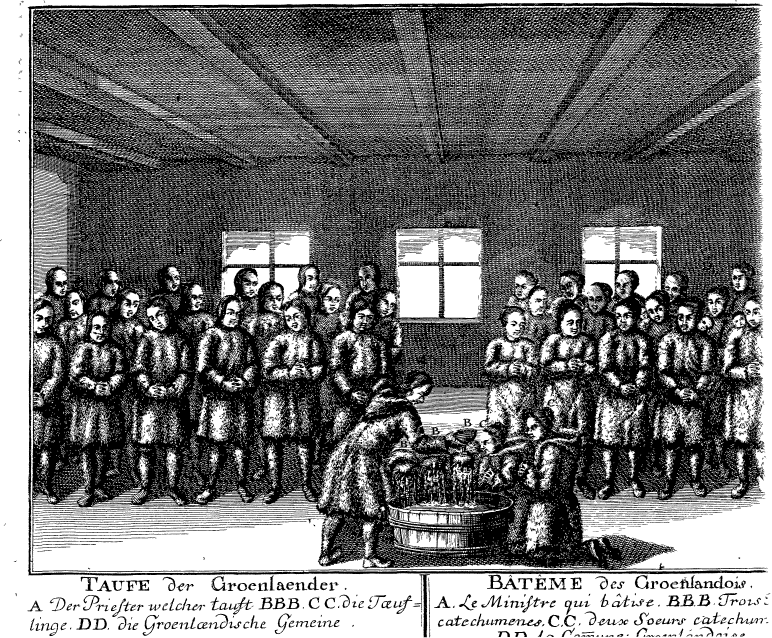
Křest Gróňanů v Jednotě bratrské v 18. století

Posláním Moravské církve je šíření křesťanství, míru a vzdělanosti ve světě. Činnost Moravské církve je zaměřena na zakládání nových sborů a misií. Během své dlouhé historie se stali zakladateli a správci mnoha škol různých typů, internátů, nemocnic (zejména v Izraeli) a domovů pro bezdomovce, kupř. Moravian Open Door (Moravských otevřených dveří) v New Yorku. Založili také několik měst (např. Bethlehem, Salem v USA či Herrendyk v Holandsku).
K moderní Jednotě bratrské (alias Moravské církvi) se celosvětově hlásí asi 825 000 následovatelů. V dnešní době je největší koncentrace Moravských bratrů v Tanzanii. Moravská církev v Tanzanii provozuje misie i v Kongu a Ugandě. Moravští bratři pokračují ve své tradiční misionářské práci také v karibské oblasti, například Jamajská moravská církev se uplatňuje na Kubě. Bratři působili a dodnes působí v Kanadě, USA, Nikaragui, Hondurasu, Malawi, JAR, Surinamu, v Ladaku u hranic Tibetu, Indii, Aljašce a také v Evropě. Němečtí Moravští bratři, jejichž hlavní sídlo se nachází v hornolužickém Ochranově (německy Herrnhut), se aktivně zapojují do práce ve vzdělávací a sociální oblasti.

## Památky v Česku
V Suchdole nad Odrou (v okrese Nový Jičín, asi 40 km od Ostravy) se nachází Muzeum Moravských bratří, kde najdete expozici o exilu asi 280 obyvatel do Horní Lužice. Na tamějším panství Mikuláše Ludvíka, hraběte z Zinzendorfu se exulantům pod vedením misionáře Kristiána Davida podařilo založit obec Herrnhut („místo pod ochranou Páně“), česky Ochranov, hornolužicky Ochranow, a Moravskou církev (Obnovenou Jednotu bratrskou). Ze Suchdola nad Odrou pochází i první biskup Moravské církve David Nitschmann. Prvním a jediným českým biskupem Moravské církve byl v Berlíně a Českém Rixdorfu Andreas Grassmann ze Ženklavy.

## Hodnoty Moravské církve
Lukáš Pražský (1460–1528), biskup Jednoty bratrské, učil, že je nezbytné rozlišovat mezi třemi kategoriemi věcí: věcmi, které jsou pro budoucí spásu zásadní, věcmi, které jsou podružné, a církevními záležitostmi. Zásadní jsou skutky, které učinil Bůh – stvoření všeho na Zemi, vykoupení z hříchů a posvěcení věřících, kteří jednají prostřednictvím víry, naděje a lásky. Církevní záležitosti zahrnují Bibli, kostely, svátosti (mše), náboženské učení a kněžstvo. Zprostředkovávají to, co je svaté, a proto by měly být drženy v úctě, avšak nejsou považovány za zásadní. Mezi podružné věci se řadí obřadní oděv nebo názvy bohoslužeb, které se mohou lišit podle míst, kde jednotlivé farnosti sídlí.
Hodnoty uznávané Moravskou církví shrnul britský biskup Clarence H. Shawe. V sérii přednášek přednesených Moravskému teologickému semináři (the Moravian Theological Seminary) v Bethlehemu přiřadil Shawe Moravské církvi těchto pět hodnot – prostotu, blaženost, nevtíravost, bratrství a ideál služby.
Prostota znamená zaměřit se na podstatu víry a nezajímat se o detaily dogmatických definic. Apoštolové řekli: „Věříme, že budeme spaseni milosrdenstvím Ježíše Krista.“ Shawe uvádí poznámku Mikuláše Ludvíka, hraběte ze Zinzendorfu (dále jen Zinzendorf), který v návaznosti na tuto myšlenku prohlásil: „Pokud vštípím člověku pouze tuto jedinou ideu, učiním z něj navždy učence bohosloví.“ Z prostoty vyplývají dvě odvozené vlastnosti, opravdovost a praktičnost.
Blaženost je přirozená spontánní reakce na vykoupení, laskavý dar, který nám Bůh dal. Shawe opět cituje Zinzendorfa: „Existuje rozdíl mezi ryzím pánbíčkářem a opravdovým Moravanem. Zatímco pánbíčkář myslí především na své hříchy a Ježíšovy rány pouze pozoruje, Moravan na tyto rány myslí a při myšlence na ně shlíží na své hříchy.“ Váhavého pánbíčkáře rány ukonejší, zatímco Moravan se ve své blaženosti za své hříchy kaje.
Princip nevtíravosti se zakládá na myšlence, že Bůh si rozhodně přeje, aby existovalo velké množství rozličných církví, které mají obstarávat různé duchovní potřeby. Není potřeba soutěžit o konvertity z jiných církví. Zdrojem křesťanské jednoty není právnická formule, ale úzký vztah věřících a Spasitele.
Idea bratrství je založena právě na tomto blízkém vztahu. Shawe řekl: „Cílem Moravanů je shromáždit navzájem spřízněná srdce. Když se křesťanské duše sjednotí v lásce, může bratrství fungovat navzdory rozdílům v intelektu a inteligenci, myšlení, názorech, postojích nebo vkusu.“ Bratrství (za doby Zinzendorfa, tj. v první polovině 18. století) s sebou nepřinášelo pouze překonávání odlišností v otázkách víry, ale také zmírňování sociálních rozdílů. Aristokrat a řemeslník byli považováni za bratry a seděli jako rovnocenní členové církve na stejném místě.
Ideál služby znamená s radostí přijmout pozici služebníka. Ta se částečně projevuje jako věrná služba na různých pozicích v rámci rozličných sborů, ale podstatněji jako práce služebníka, který „rozšiřuje Boží království“ světu. Tato služba se v průběhu dějin projevovala ve formě vzdělávací a zejména misionářské práce. Shawe podotýká, že nikdo se nemohl odevzdat šíření evangelia vehementněji než moravští exulanti, kteří tím, že se usadili v Ochranově (na pozemku Zinzendorfa), unikli pronásledování a potlačování své víry.